# Monochamus pictor
Monochamus pictor là một loài bọ cánh cứng trong họ Cerambycidae.